# Sécurisexe
Pour les articles homonymes, voir SSR et Safe Sex (film).

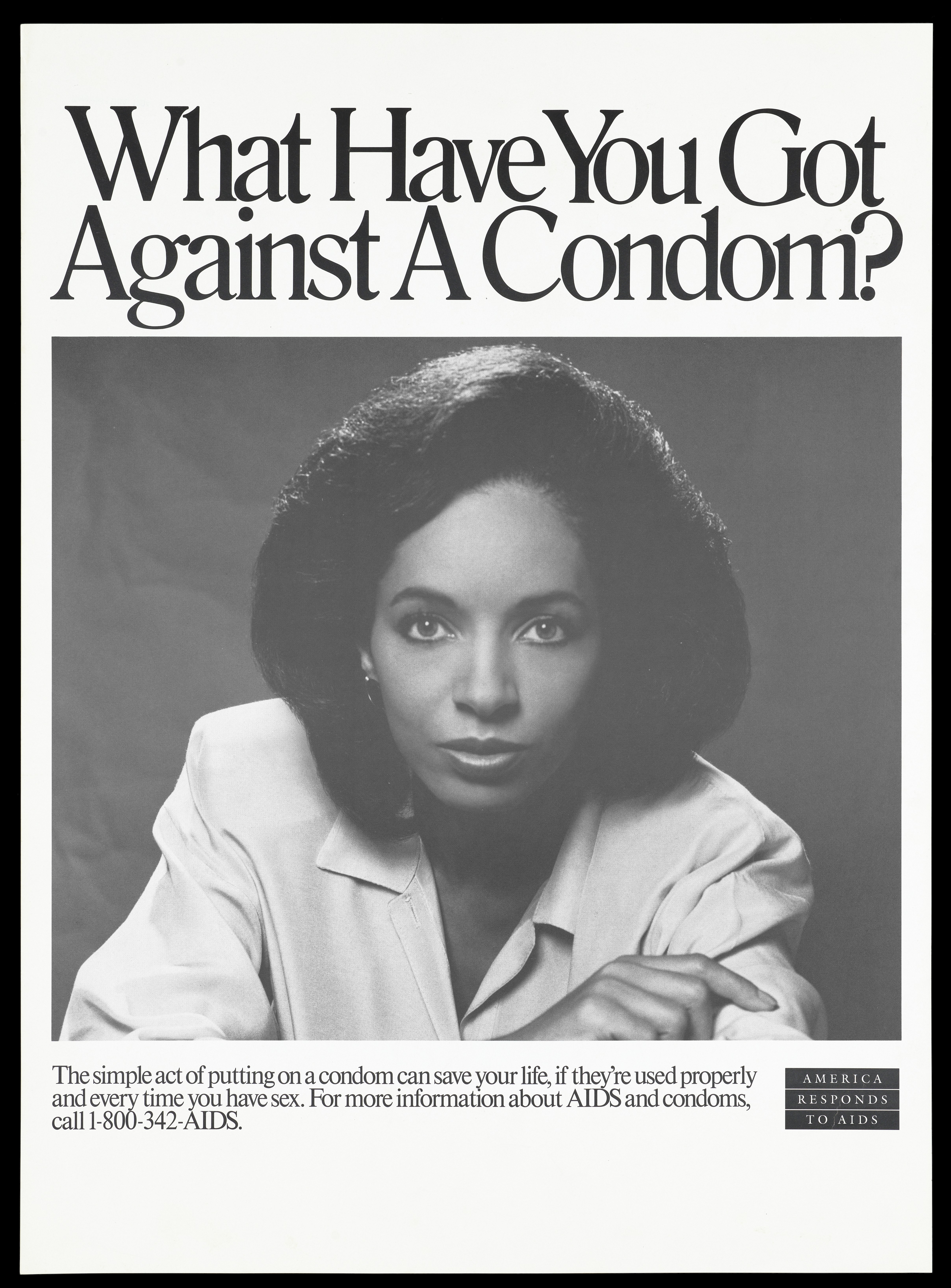
Affiche américaine pour la promotion de l'utilisation du préservatif dans le cadre de la lutte contre le VIH (qu'avez vous contre un préservatif ?), années 1990.

Le sexe sans risque (SSR), sexe à moindre risque (anglais : safe sex, safer sex) ou sécurisexe est un mode de relations sexuelles qui minimise les risques de contracter une infection sexuellement transmissible telles le VIH, le papillomavirus humain, l'hépatite B, l'herpès génital ou encore la syphilis. Le sexe à moindre risque concerne toute personne, quels que soient ses organes génitaux et son orientation sexuelle.
Les techniques du sécurisexe les plus couramment utilisées sont la limitation du nombre de partenaires, l'éviction des partenaires à risques, l'utilisation du préservatif externe (pénétration vaginale/anale, fellation), d'une digue dentaire (cunnilingus, anulingus), ou encore des pratiques sexuelles n'impliquant pas de contact avec les muqueuses, comme la masturbation et la mazophallation, le doigtage, ou encore des pratiques moins courantes comme l'axilisme. Le dépistage régulier des IST est une pratique recommandée.

## Terminologie
Parce que le risque de transmission des IST au cours des activités sexuelles ne se résume pas à l’opposition entre « risqué » et « non risqué », mais varie plutôt tout au long d’une échelle allant de « sans risque » à « très risqué », l’expression « safer sex » (« sexe moins risqué », ou « sexe plus sûr ») remplace parfois le terme historique, « safe sex » (« sexe sans risque », ou « sexe sûr »), notamment en Amérique. Cependant, dans la plupart des autres pays, et notamment le Royaume-Uni et l'Australie, le terme « safe sex » continue d’être employé par les éducateurs de sexologie. Peut-être parce qu’ils considèrent qu’avec les techniques appropriées, le risque est suffisamment faible pour être négligeable ou socialement acceptable. Le Canada utilise le terme plus neutre[réf. nécessaire] de « sécurisexe ».

## Réduction des risques en amont
Il existe plusieurs façons, pouvant le plus souvent être associés, permettant de réduire de façon variable le risque de transmission des IST.

### Dépistage des IST
Pour connaître son statut face aux infections sexuellement transmissibles, un test de dépistage peut être réalisé. Il est nécessaire d'attendre six semaines après un rapport sexuel à risque pour pouvoir détecter d'éventuelles IST. Santé sexuelle Suisse recommande de faire au minimum un test par an.

### Vaccination
Il est possible de se prémunir contre certaines IST grâce à la vaccination. C'est le cas notamment de l'hépatite A et de l'hépatite B.

### Réduction du nombre de partenaires
- La masturbation solitaire (y compris le « sexe par téléphone » et le cybersexe) est sans risque de transmission d'IST si elle n'utilise pas d'objets ayant déjà été utilisés dans ce but par d'autres personnes.
- La monogamie permet aussi la réduction des risques. Il s'agit de réduction de risque (et non de suppression du risque) car il n'y a plus qu'un seul partenaire. Cela réduit les possibilités de transmission car il y a moins d'interactions.
- La connaissance du partenaire, particulièrement son statut face aux infections transmissibles sexuellement (ITS ou IST) est utile et réalisable par exemple en pratiquant des tests de dépistage des IST.
- La communication avec le partenaire. Il s'agit d'être ferme en affirmant ce que l'on accepte ou non dans sa relation avec l'autre. Ceci inclut la discussion à l'avance de ce qui est acceptable et ce qui ne l'est pas, afin d'éviter les « décisions dans le feu de l'action ».

### Éviter les substances psychotropes
L'utilisation de drogues récréatives, y compris les boissons alcoolisées facilite la prise de risques, notamment dans les pratiques sexuelles.

## Pratiques sexuelles plus sécuritaires
De manière générale, pour réduire les risques d'IST, il est important de limiter au maximum les contacts entre les muqueuses et les liquides biologiques (le sang, les sécrétions vaginales, le liquide séminal et le sperme).

### Baiser
Les baisers sont des pratiques sans risques, sauf si une infection est présente au niveau de la bouche (comme l'herpès). L'hépatite B peut dans certains cas être transmise par la salive.

### Caresses et masturbation manuelle

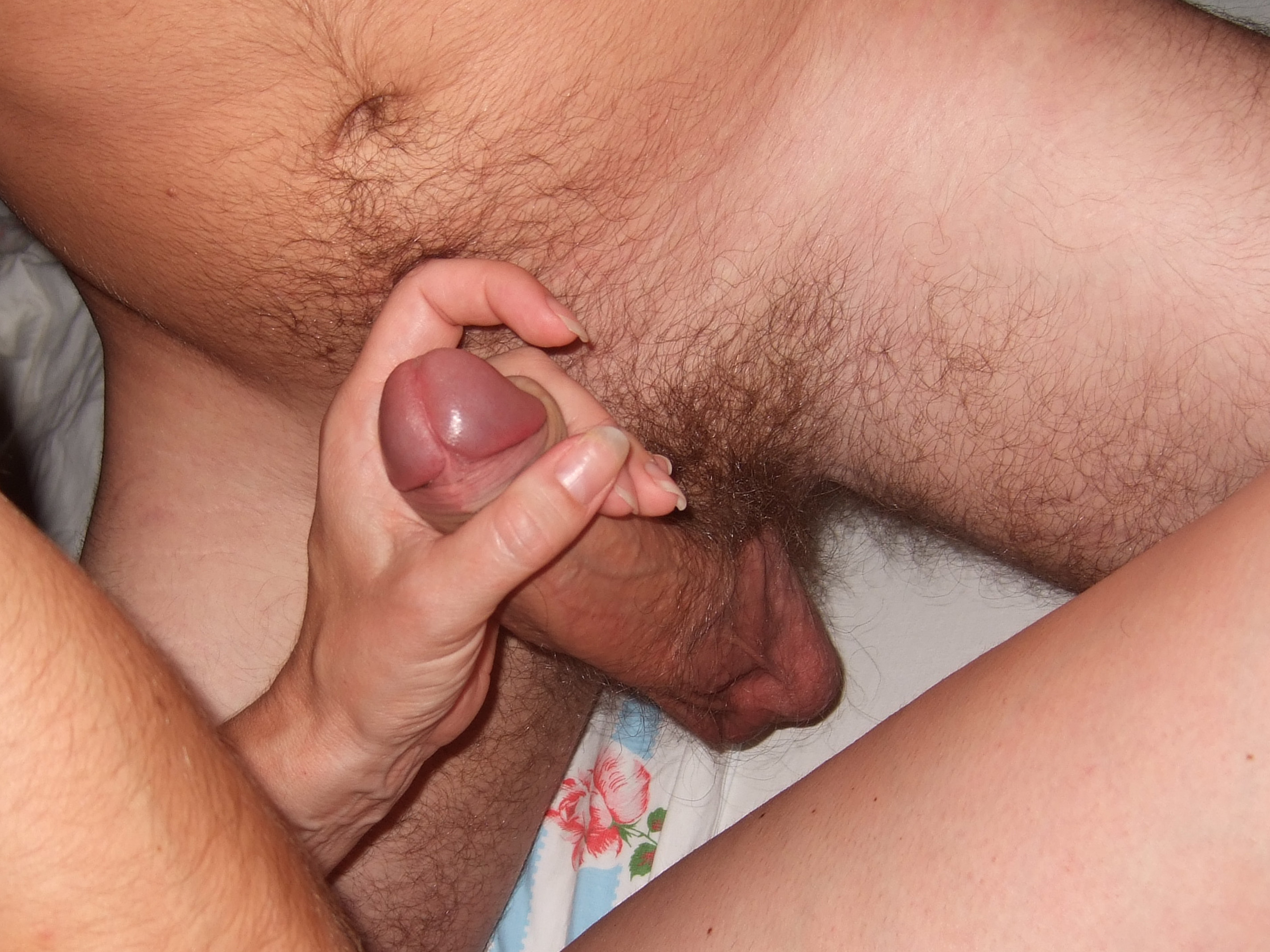
La masturbation d'un pénis avec une main est une pratique de sécurisexe.

Caresses et toucher sont des pratiques sans risque, sauf si une plaie est présente. Se laver les mains avant de toucher une personne est une pratique recommandée.
La masturbation manuelle d'un pénis ou d'une vulve permet de limiter la transmission des IST, à condition d'avoir les mains propres et de ne pas avoir touché la zone anale auparavant.

### Pénétration digitale

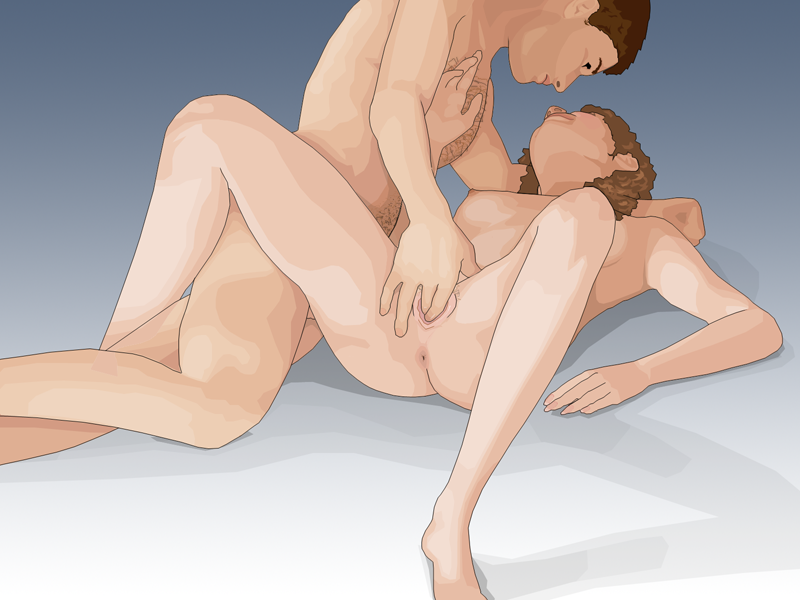
La pénétration d'un vagin avec les doigts est une pratique de sécurisexe.

Le doigtage (pénétration d'un vagin ou d'un anus avec les doigts) limite le risque d'infection. Se laver les mains, se couper les ongles permet de réduire les risques. Des gants en latex peuvent également être utilisés. En cas de pénétration vaginale ou anale avec les doigts, il est important de ne pas utiliser la même main ou le même gant si l'on change de partenaire ou d'orifice. Dans le cas d'un rapport sexuel impliquant plusieurs personnes, il est recommandé de ne pas toucher les organes génitaux un partenaire avec une main qui a déjà touché ceux d'une autre personne.
Les gants médicaux, fabriqués à partir de latex, de vinyle, de nitriles ou de polyuréthane peuvent être employés en lieu et place des barrages dentaires pendant le sexe oral ou pour protéger les mains pendant la masturbation mutuelle. Les mains peuvent avoir des blessures invisibles à l'œil nu qui peuvent laisser passer les virus et les microbes pathogènes qui se trouvent dans le sperme ou les fluides vaginaux. Bien que le risque d'infection de cette manière soit estimé comme bas, les gants procurent une précaution supplémentaire. Les gants rendent également la masturbation mutuelle plus confortable en empêchant les ongles pointus de griffer accidentellement les organes génitaux.

### Sexe oral

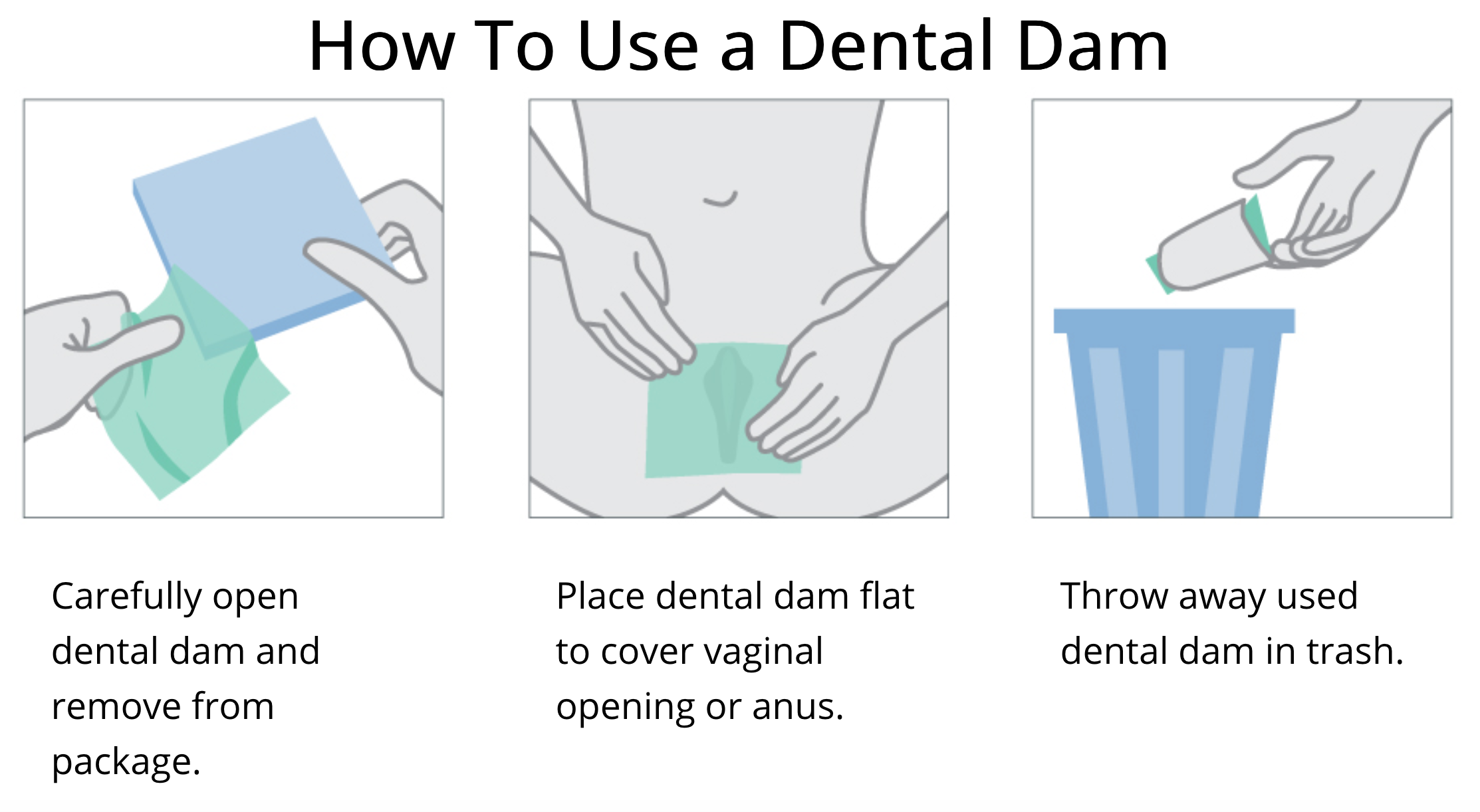
Illustration en anglais sur la manière d'utiliser une digue dentaire.

Le sexe oral non protégé (cunnilingus, anulingus, fellation) peut transmettre des IST.
La digue dentaire est une feuille de latex (utilisée par les chirurgiens dentistes pour isoler les dents en cours de traitement) qui est typiquement employée comme barrière entre la bouche et le vagin pendant le cunnilingus ou entre la bouche et l'anus pendant l'anulingus. En alternative d'une digue dentaire si celle-ci n'est pas disponible, un morceau de pellicule en plastique peut également être employé comme barrage dentaire, mais les pellicules en plastique conçues pour four à micro-ondes sont trop poreuses. On peut également improviser une protection en découpant des préservatifs ou des gants de vinyle ou de latex. Il faut éviter le contact entre la bouche et le sang menstruel.

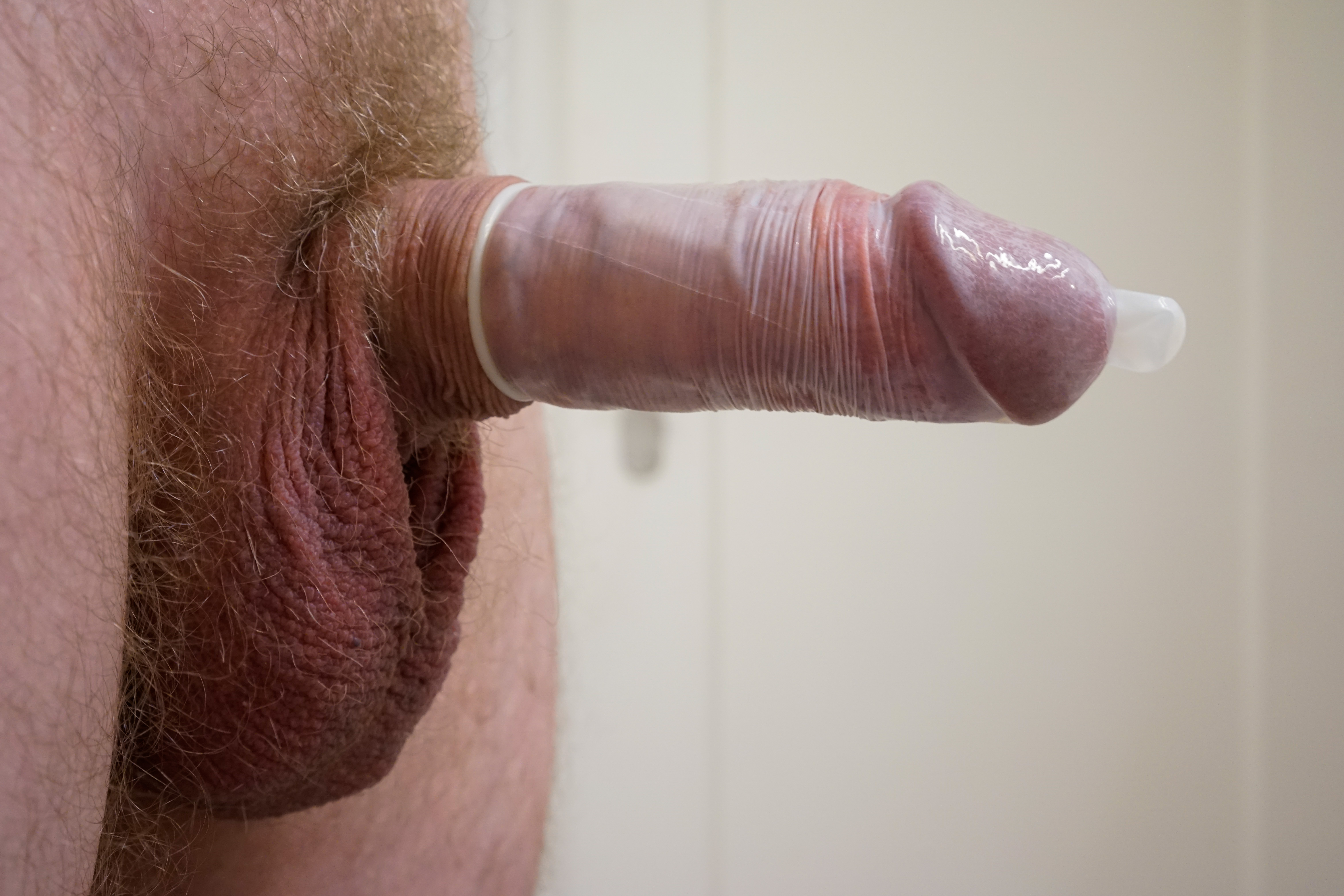
L'utilisation d'un préservatif externe lors d'une pénétration vaginale, anale ou d'une fellation est une pratique de sécurisexe.

Pour éviter les risques d'IST pendant une fellation, il est nécessaire d'utiliser un préservatif sur le pénis. De même, éviter le contact entre le sperme et la bouche (et a fortiori ne pas avaler) réduit les risques d'infection.
De la même manière que pour tout contact avec les doigts, il est important de ne pas passer d'un annulingus à un cunnilingus ou une fellation.

### Pénétration pénis-vagin ou pénis-anus
La pénétration d'un pénis dans un vagin est une pratique à risque. L'utilisation d'un préservatif externe (autour du pénis) ou interne (à l'intérieur du vagin) est nécessaire pour empêcher la transmission d'IST.
Les préservatifs, utilisés du début à la fin de la pénétration, peuvent être externes si employés pour couvrir le pénis pendant l'activité sexuelle ou internes s'ils sont à insérer dans le vagin (et parfois utilisés pour les rapports anaux en enlevant l'anneau interne) et qui ont l'avantage de couvrir la vulve. Le préservatif externe ("masculin") est le plus couramment fait en latex, avec l'inconvénient de parfois déclencher des réactions allergiques. Les préservatifs internes ("féminins") et certains préservatifs masculins sont produits à partir d'autres substances, comme le polyuréthane, qui ont les avantages d'être plus résistant que le latex et qui ne provoquent pas d'allergie[réf. nécessaire]. Cependant, son efficacité est moins documentée que pour le latex.
Les préservatifs (en particulier en latex) sont parfois accusés d'être fragiles ; à ce propos, leur utilisation doit répondre à des règles simples mais impératives qui sont les suivantes : ne pas ouvrir la pochette avec des ciseaux, ne pas le manipuler avec les ongles (utiliser la pulpe des doigts), ne pas employer de lubrifiants à base d'huile ou de matières grasses avec des préservatifs en latex (ce qui les rend poreux) et appliquer régulièrement du lubrifiant en particulier lors d'un rapport anal. Il ne faut jamais mettre deux préservatifs l'un par-dessus l'autre (frottements latex contre latex pouvant provoquer la déchirure), ni réutiliser un préservatif usagé et toujours s'assurer que le préservatif n'a pas dépassé la date limite d'utilisation.
Les préservatifs ne doivent pas non plus être conservés dans un porte-monnaie ou une poche de pantalon, afin d'éviter que les frottements ou la chaleur du corps ne les altèrent.

### Sextoys
L’utilisation de sextoys peut être propice à la transmission d'IST, particulièrement si les sextoys sont utilisés par plusieurs personnes. En cas d'usage partagé, il est important de les utiliser avec un préservatif (changé à chaque partenaire) et de bien nettoyer le sextoy après chaque utilisation.

## Fausses croyances et méthodes inefficaces
- La plupart des méthodes de contraception (pilule contraceptive par exemple) qui fonctionnent autrement qu'en mettant une barrière physique entre les organes sexuels des deux partenaires, ne sont pas efficaces pour empêcher la transmission des IST.
- Le retrait (dans le sens où le pénis est extrait du vagin, de l'anus ou de la bouche avant l'éjaculation) n'est pas du sexe sûr : la transmission d'IST est possible par simple contact entre muqueuses et entre une muqueuse et les autres sécrétions que le sperme (sécrétion vaginales chez les femmes ; liquide séminal chez les hommes, constituant lui aussi un lubrifiant naturel, produit lors de l'excitation et émis sans contrôle avant même l’éjaculation).

## Polémiques
Quelques conservateurs s'opposent au mouvement de « sexe plus sûr » parce qu'il favorise ce qui, selon eux, est un comportement immoral et à haut risque, c’est-à-dire le sexe et la promiscuité en dehors du mariage. Ces opposants prédisent des augmentations plutôt que la diminution de risque de contracter une IST. Selon eux, la meilleure manière d'éviter la maladie sexuelle est l’abstinence avant le mariage suivi de la fidélité mutuelle perpétuelle[réf. nécessaire].